# Leporacanthicus heterodon
Leporacanthicus heterodon — вид риб з роду Leporacanthicus родини Лорікарієві ряду сомоподібні.

## Опис
Загальна довжина сягає 10,3 см (в акваріумі — до 17 см). Спостерігається статевий диморфізм: самці дещо більші самиць. Голова доволі широка й видовжена в області морди. У самців морда з виростами. Очі великі. Рот мають вигляд присоски з 2 рядками зубів. На верхній щелепі присутні 2 довгих зуба. Тулуб кремезний, вкритий рядками кісткових пластинок, окрім черева. Черево самиць більш округле. Спинний плавець помірно великий, часто притиснутий до тіла. Грудні плавці широкі. У самців на першому промені цих плавців є довгі одонтоди. Жировий плавець маленький. Анальний плавець довгий, за розміром дещо більше за жировий. Хвостовий плавець широкий, прямий, усічений.
Забарвлення темно-сірого кольору, яке може змінюватися до світло-сірого в залежності від настрою та оточення. Молоді особини мають сіро-буре забарвлення.

## Спосіб життя
Є демерсальною рибою. Воліє до прісної води. Зустрічається у помірно швидких течіях з піщаним ґрунтом. Доволі територіальна риба. Вдень ховається під корчами, затонулими деревами, гладким камінням. Активний вночі. Живиться безхребетними, особливо равликами, дрібною рибою, водоростями, детритом.

## Розповсюдження
Є ендеміком Бразилії. Мешкає у басейні річки Шінгу.